# Heike Meyer
Heike Meyer (* 1964 in Dessau) ist eine deutsche Schauspielerin.

## Leben und Wirken
Heike Meyer absolvierte ihr Studium von 1983 bis 1987 an der Theaterhochschule Leipzig und war danach für sechs Jahre am Staatstheater Cottbus engagiert. Von 1993 bis 2001 spielte sie am Theater Chemnitz. Gastspiele führten sie nach Berlin, an die Bühnen der Stadt Gera und ans Deutschen Nationaltheater Weimar. Zu ihrem Rollenrepertoire zählen Werke des klassischen Theaters wie zum Beispiel Recha in Nathan der Weise, Gretchen und Marthe in Urfaust, Lady Capulet in Romeo und Julia sowie Königin Elisabeth in Don Carlos und Luise in Kabale und Liebe. Auch trat sie als Eliza im Musical My Fair Lady und als Lucy in Brechts Dreigroschenoper auf. 
Am Theater Rudolstadt wirkte sie in Komödien, Weihnachtsmärchen und verschiedenen Bühnenprogrammen und Schlagerabenden mit.
Meyer arbeitet seit 2001 als freischaffende Schauspielerin. Sie verfasste zudem eigene Stücke wie zum Beispiel Die Bauhaus-Frauen und tritt mit Soloprogrammen auf, insbesondere am Theater im Gewölbe in Weimar.
Außerdem spielte sie in Film- und Fernsehproduktionen.

## Filmografie (Auswahl)
- 1986: Das Buschgespenst
- 1988: Die Bertinis (Folge 4: 1943/1944)[4]
- 1989: Verflixtes Mißgeschick!
- 1989: Weiße Kreide für Franziska
- 1989: Glück hat, wer Leid nicht fürchtet (Regie: Hannelore Unterberg)
- 1990: Polizeiruf 110: Warum ich …
- 1994: Achterbahn (Episode Der Andere)
- 1994: Achterbahn (Episode Vaters Hochzeit)
- 2005: Adil geht (Regie: Esther Gronenborn)